# Malá Čierna
Malá Čierna (in ungherese Kiscserna) è un comune della Slovacchia facente parte del distretto di Žilina, nella regione omonima.